# Gare de Rossillon
La gare de Rossillon est une gare ferroviaire française de la ligne de Lyon-Perrache à Genève (frontière), située sur le territoire de la commune de Rossillon, dans le département de l'Ain en région Auvergne-Rhône-Alpes.
La « station de Rossillon » est mise en service en 1857 par la Compagnie du chemin de fer de Lyon à Genève.
Anciennement utilisée par la Société nationale des chemins de fer français (SNCF), cette gare est désormais fermée à tous trafics.

## Situation ferroviaire
Établie à 330 mètres d'altitude, la gare de Rossillon est située au point kilométrique (PK) 83,132 de la ligne de Lyon-Perrache à Genève (frontière), entre les gares de La Burbanche (fermée) et de Virieu-le-Grand - Belley.

## Histoire
La « station de Rossillon » est mise en service lors de l'ouverture par la Compagnie du chemin de fer de Lyon à Genève de la section d'Ambérieu à Seyssel le 7 mai 1857,.

## Patrimoine ferroviaire
Le bâtiment voyageurs d'origine est toujours présent sur le site et a été revendu à des particuliers.
Il s'agit d'un bâtiment d'un seul volume de cinq travées sous toiture à deux pans. Des pilastres et bandeaux rythment la façade, coiffée d'une toiture débordante à charpente apparente et bardage sur les pignons.
En 2019, il affichait toujours le nom de la gare sur ses murs.

Galerie de photographies
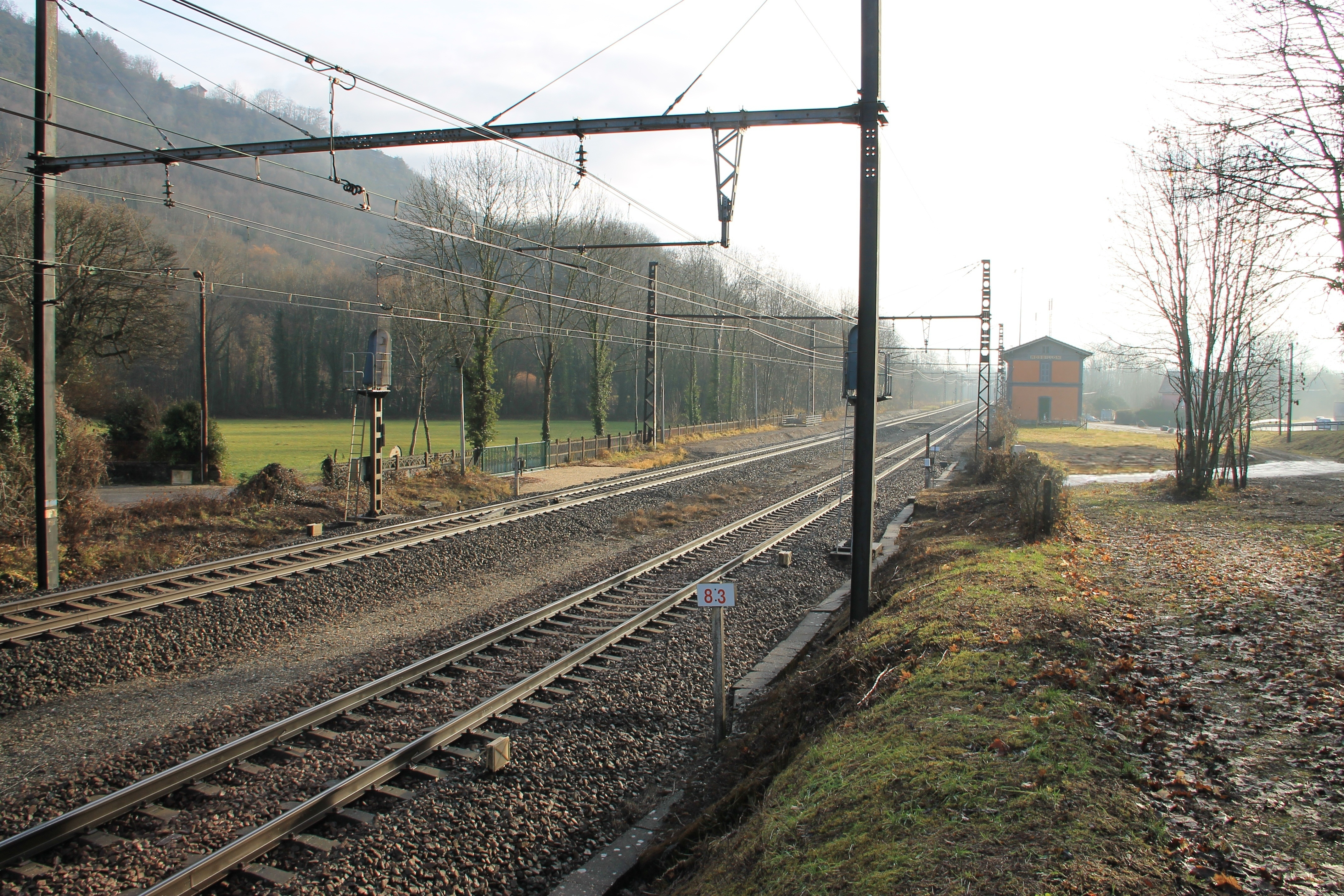
Abords de la gare.
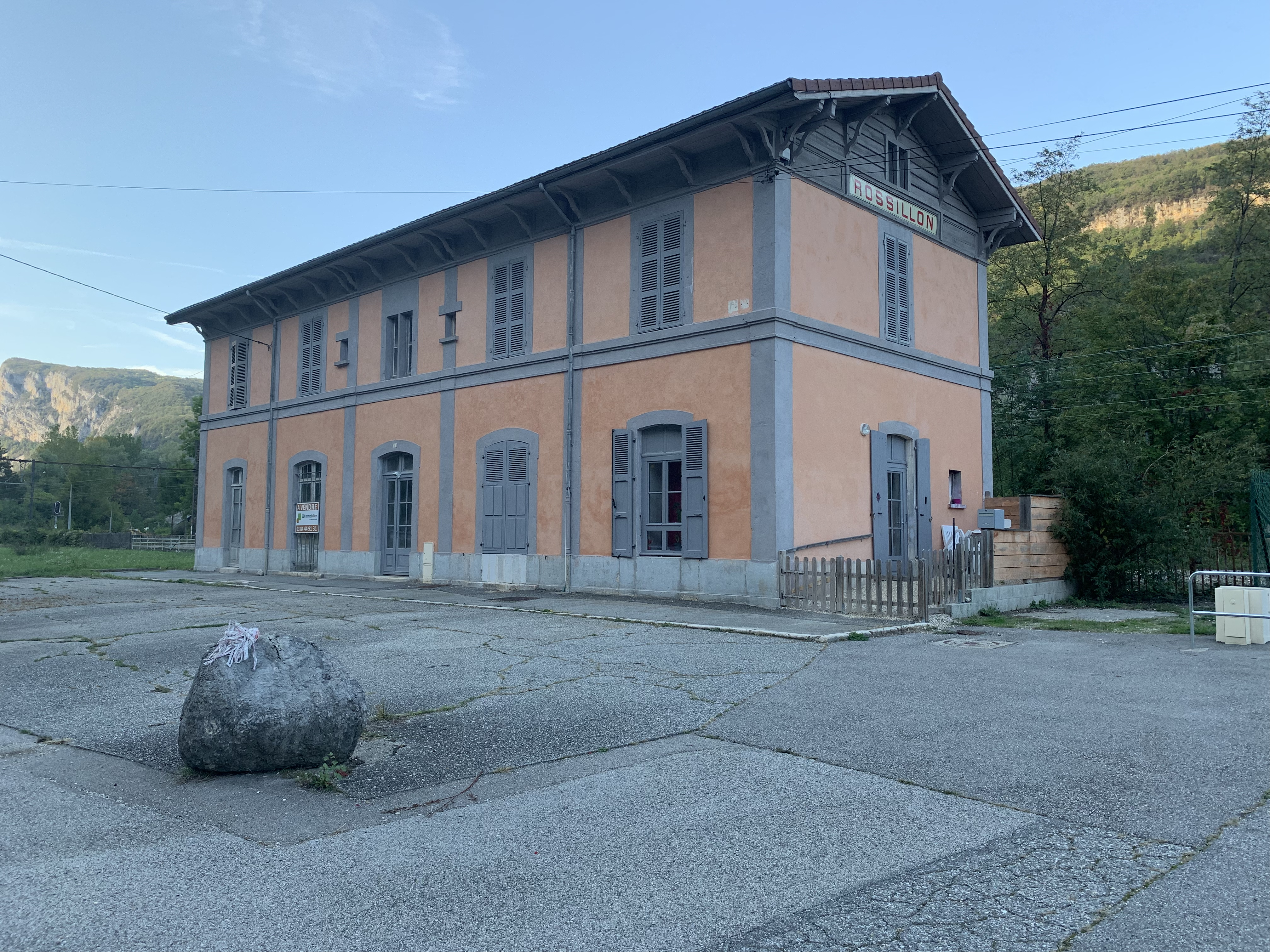
Bâtiment voyageurs, à vendre, en octobre 2019.
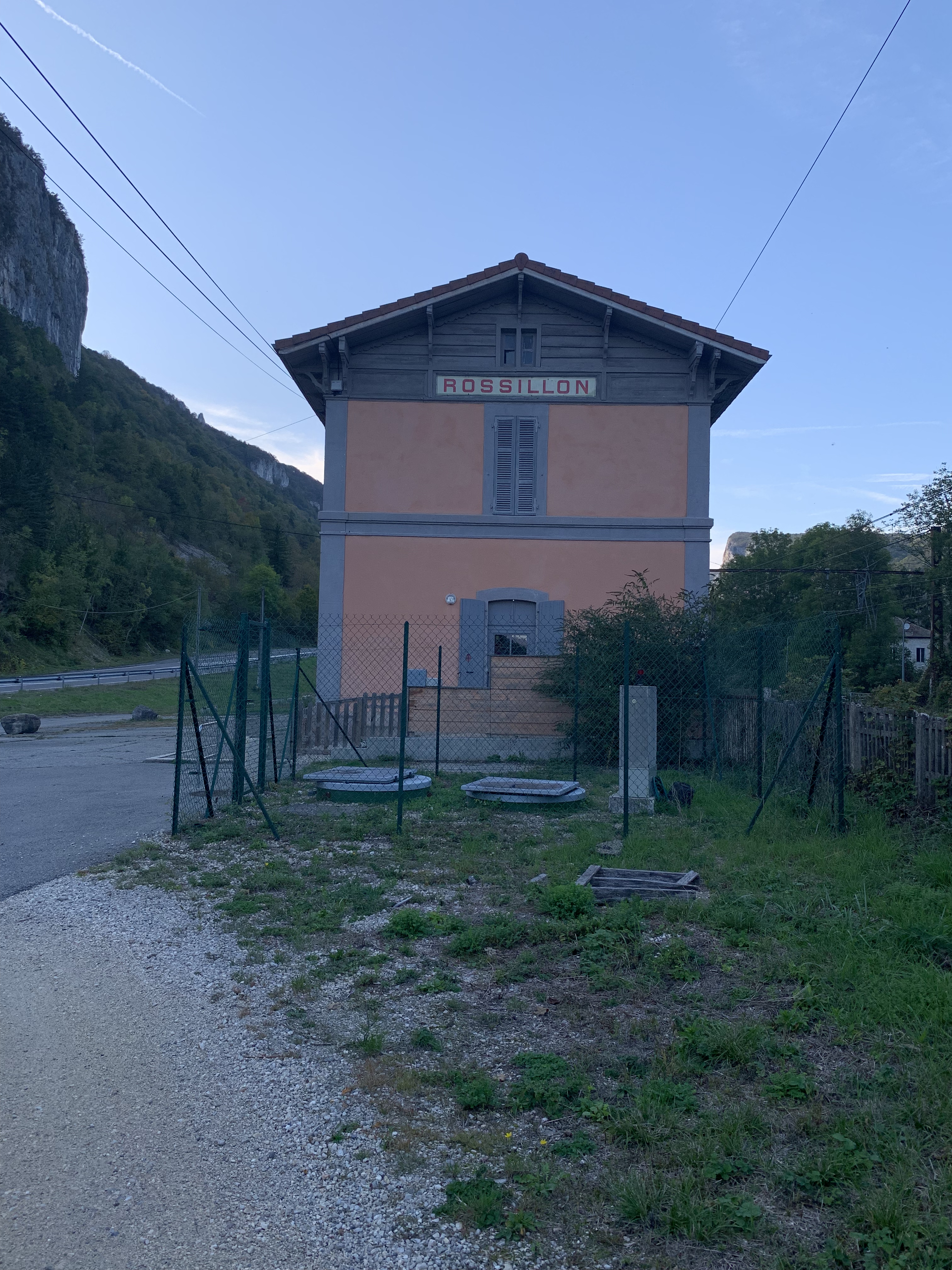
Façade latérale.